# Suberanthus angustatus
Suberanthus angustatus är en måreväxtart som först beskrevs av Charles Wright och August Heinrich Rudolf Grisebach, och fick sitt nu gällande namn av Attila L. Borhidi. Suberanthus angustatus ingår i släktet Suberanthus och familjen måreväxter.
Artens utbredningsområde är Kuba. Inga underarter finns listade i Catalogue of Life.